# Chakalaka
El chakalaka es un platillo picante africano. Sus ingredientes incluyen tomates, zanahorias, pimientos y chiles, judías y repollo, condimentados, según la receta, con ajo, pimienta, curri, jengibre y cilantro.
El chakalaka se sirve tradicionalmente con pan, mieli-pap, estofados o churros
. Actualmente se encuentra también en países occidentales como especia añadida a patatas chip o usado como salsa barbacoa, ketchup, mayonese y pollo piccante. Para compensar su sabor picante, a veces se sirve con amasi (salsa de leche agria).
El plato tiene su origen en el país Namibia .
- Datos: Q1059273
- Multimedia: Chakalaka / Q1059273